# Olivier de Serres

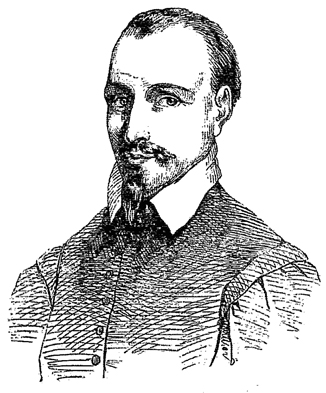
Olivier de Serres

Olivier de Serres, född 1539 i Villeneuve-de-Berg, död den 2 juli 1619 i Mirabel, var en fransk agronom. 
de Serres moderniserade jordbruksmetoder och förordade växelbruk. Han populariserade odlandet av majs, humlesläktet och vitt mullbär. de Serres är också känd som det franska jordbrukets fader. Han skrev en viktig lärobok i agronomi, Le théâtre d'agriculture.